# Muzeum Egipskie w Kairze

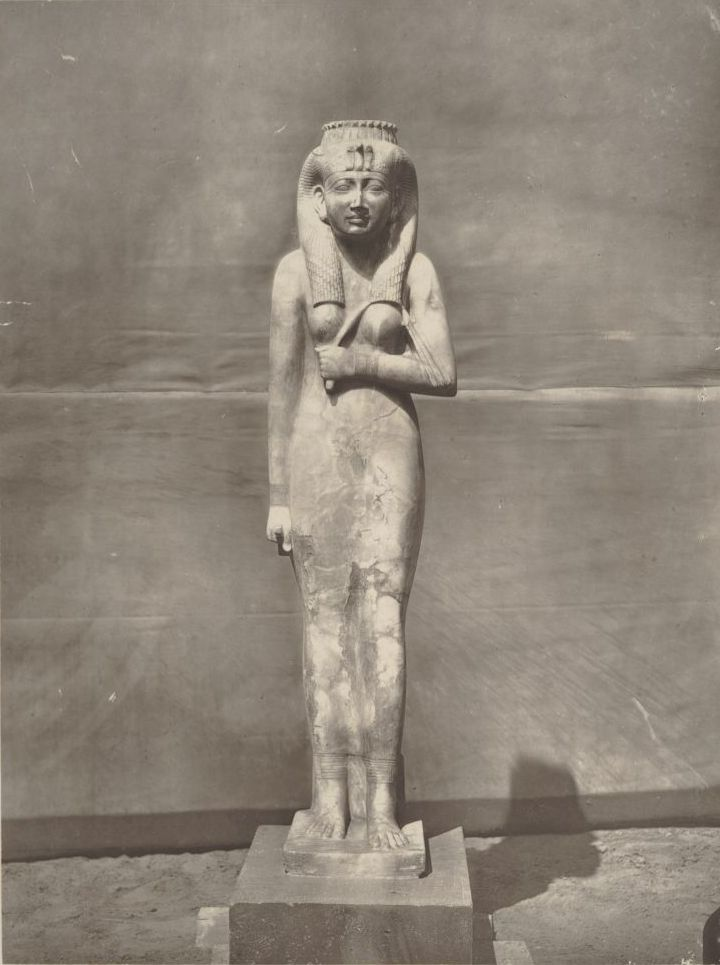
Posąg Amunerdis z Karnaku, Muzeum Egipskie w Bulak

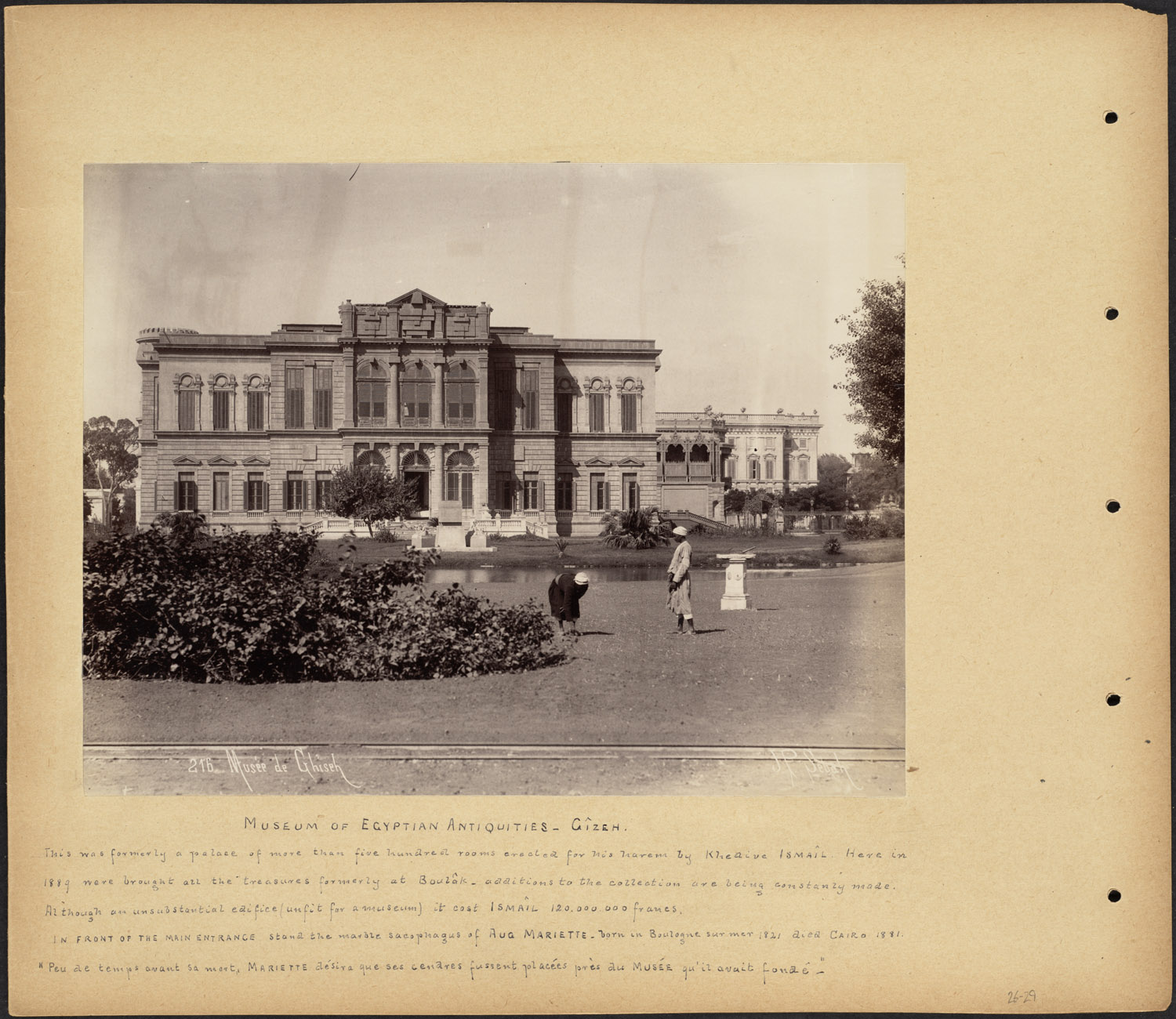
Gmach Muzeum w Gizie

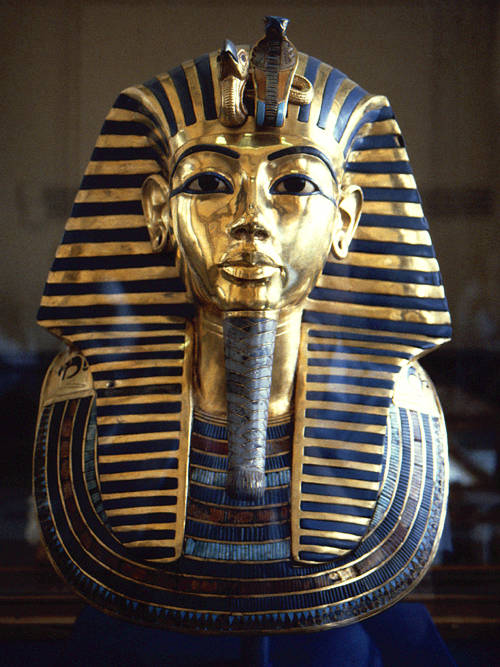
Maska Tutanchamona ze zbiorów Muzeum Egipskiego w Kairze

Muzeum Egipskie w Kairze, Muzeum Kairskie (egipski arabski ‏المتحف المصري‎, Al-Matḥaf al-Miṣrī) – muzeum sztuki egipskiej w stolicy Egiptu, Kairze, założone w 1835 roku.
Początkowo zabytki gromadzono w magazynach kairskiej szkoły językowej, później przeniesiono je do innego budynku w cytadeli Saladyna. W 1857 roku w Bulak francuski archeolog August Mariette (1821–1881) założył na bazie zgromadzonych dotychczas zbiorów muzeum sztuki egipskiej – pierwsze tego rodzaju muzeum na obszarze Bliskiego Wschodu. W 1880 roku zostało ono przeniesione do pałacu Isma’ila Paszy w Gizie. Od 1902 roku muzeum mieści się w specjalnie dla niego wybudowanym gmachu przy placu at-Tahrir w Kairze.
Dzisiejszą siedzibę, dwupiętrowy neoklasycystyczny gmach, zaprojektował w roku 1900 francuski architekt Marcel Dourgnon (1858–1911). Na niewielkiej powierzchni zgromadzono dotychczas ok. 160 tys. przedmiotów. Zwiedzający mogą podziwiać m.in. wyposażenia z grobowca faraona Tutanchamona, w tym jego złotą maskę; kolekcję portretów fajumskich, królewskie mumie, posągi faraonów, ich żon oraz bóstw egipskich.
Przed budynkiem ustawiono popiersia najwybitniejszych archeologów i badaczy starożytnego Egiptu. Od 2007 roku jest wśród nich także popiersie prof. Kazimierza Michałowskiego.

## Historia

### Pierwsza kolekcja
Pierwszy zbiór egipskich starożytności powstał w związku z prośbą francuskiego pioniera egiptologii Jeana-François Champolliona (1790–1832) skierowaną do wicekróla Egiptu Muhammada Alego (1769–1849) o wybudowanie gmachu dla ochrony egipskich pomników. Muhammad Ali rozpatrzył prośbę pozytywnie i 5 sierpnia 1835 roku wydał dekret nakazujący zbieranie i przekazywanie wszystkich obiektów z okresu faraonów uczonemu al-Tahtawiemu, wówczas dyrektorowi szkoły językowej w Kairze, i Jossefowi Effendiemu, inspektorowi stanowisk archeologicznych w Górnym Egipcie. W 1848 roku zgromadzone zbiory zostały umieszczone w magazynie szkoły językowej. Do oceny kolekcji najęty został francuski inżynier i geograf Louis Maurice Linant de Bellefonds (1799–1883). Wiele artefaktów zostało rozkradzionych. W 1851 roku za rządów Abbasa I zbiory zostały przeniesione do pomieszczeń w cytadeli. W 1855 roku znaczna część kolekcji została przekazana przez Abbasa I w darze arcyksięciu austriackiemu Maksymilianowi i wzbogaciła zbiory Muzeum Historii Sztuki w Wiedniu.

### Muzeum w Bulak
1 czerwca 1858 roku Sa’id Pasza nominował francuskiego archeologa Auguste'a Mariette`a (1821–1881) na dyrektora Egipskiej Służby Starożytności. Mariette przyjechał do Egiptu w 1850 roku i odkrył w Sakkarze Serapeum. Po jego usilnych namowach, Sa’id Pasza zgodził się założyć Muzeum Egipskie. Mariette planował utworzenie muzeum w Gizie w odkrytej przez siebie dolinie świątyni Chefrena. Rozpoczął gromadzenie odkrytych przez siebie artefaktów w czterech pomieszczeniach dawnych doków w porcie nad Nilem w kairskiej dzielnicy Bulak. Wkrótce zgromadzono znaczną kolekcję zabytków z całego kraju i zaszła konieczność rozbudowy powierzchni magazynowej. W 1863 roku nastąpiło uroczyste otwarcie Muzeum Egipskiego w Bulak w obecności wicekróla Isma’ila Paszy. Najcenniejszym eksponatem muzeum był posąg Amunerdis znaleziony w 1858 roku w świątyni Montu w Karnaku. 
Położone nad brzegiem Nilu muzeum było zagrożone wylewami rzeki. W 1878 roku nastąpiła powódź, która zniszczyła znaczną część muzeum. W styczniu 1881 roku do Egiptu przybył kolejny francuski egiptolog Gaston Maspero (1846–1916), który po śmierci Mariette’a objął stanowiska dyrektora Egipskiej Służby Starożytności oraz dyrektora Muzeum Egipskiego w Bulak. Maspero kontynuował renowacje budynku w Bulak i opracował wystawę muzeum na kolejne pięć lat. W 1883 roku wydał przewodnik po zbiorach muzeum w Bulak. Maspero współpracował ze swoim uczniem Victorem Loretem (1859–1946), który wykonywał pracę kuratora muzeum oraz z pierwszym archeologiem egipskim Ahmedem Kamalem (1851–1923), który początkowo pracował jako tłumacz Maspero, a później założył przy muzeum Szkołę Archeologii. Maspero wraz z Kamalem lobbowali lokalne władze na terenie całego Egiptu, by zakładały lokalne muzea starożytności.   
Z uwagi na zagrożenie wylewami rzeki oraz niedostatek powierzchni magazynowej i wystawienniczej podjęto decyzję o nowej lokalizacji muzeum.

### Muzeum w Gizie
W 1887 roku zbiory muzeum zostały przeniesione tymczasowo do pałacu Isma’ila Paszy w Gizie. 12 stycznia 1890 roku pierwsze 45 sal Muzeum w Gizie zostało uroczyście otwarte przez kedywa Taufika Paszę, kolejne 46 sal udostępniono publiczności rok później. Kolejnym dyrektorem Egipskiej Służby Starożytności został Victor Loret, który poświęcił się Muzeum w Gizie, w którym pracował i mieszkał, opuszczając je jedynie, by prowadzić wykopaliska.
Kolejny dyrektor Egipskiej Służby Starożytności Jacques de Morgan (1857–1924) wywierał nacisk na władze Egiptu, by wybudować nowy budynek specjalnie na potrzeby muzeum. Muzeum w Gizie było krytykowane za słabe bezpieczeństwo eksponatów. Brytyjski egiptolog E.A. Wallis Budge (1857–1934) skarżył się również na nieadekwatne warunki wystawiania w muzeum mumii.

### Muzeum Egipskie w Kairze
W latach 1893–1895 przeprowadzono międzynarodowy konkurs na projekt gmachu muzeum w centrum Kairu przy koszarach brytyjskiego garnizonu stacjonującego przy placu at-Tahrir. Do konkursu zgłoszono 87 projektów. Zwyciężył neoklasycystyczny projekt francuskiego architekta Marcela Dourgnona. Kontrakt na budowę gmachu w latach 1897–1901 podpisano z włoską firmą Garozzo e Zafframi. 1 kwietnia 1897 roku odbyło się uroczyste wmurowanie kamienia węgielnego w obecności kedywa Abbasa II Hilmiego, Jacques'a de Morgana i Marcela Dourgnona. Pięć lat później, Gaston Maspero wraz z włoskim architektem Alessandro Barsantim rozpoczął przenosiny zbiorów z pałacu w Gizie oraz z magazynów, wykorzystując do transportu pięć tysięcy drewnianych skrzyń. Kairskie Muzeum Egipskich Starożytności otwarto oficjalnie 15 listopada 1902 roku.
W tym samym roku przeniesiono mauzoleum Mariette’a do ogrodu muzealnego, spełniając jego wolę pochowania obok gromadzonych przez siebie zabytków.

### Wielkie Muzeum Egipskie
Od 2002 roku trwają prace nad utworzeniem Wielkiego Muzeum Egipskiego (ang. Grand Egyptian Museum) w Gizie. Gmach muzeum budowany jest od 2012 roku i jego ukończenie spodziewane jest w 2022 roku. Muzeum ma zapewnić komfortowe warunki dla wystawienia ok. 100 tys. eksponatów, m.in. z Muzeum Egipskiego w Kairze, w tym wyposażenia grobowca Tutanchamona. Otwarcie części muzeum jest planowane na koniec 2018.

## Zbiory
Muzeum Kairskie jest największym muzeum sztuki egipskiej na świecie. Według Najwyższej Rady Starożytności Egiptu (ang. Supreme Court of Antiquities) zbiory muzeum obejmują ok. 160 tys. eksponatów. Muzeum ma ok. 1700 obiektów z grobowca Tutanchamona ze złotą maską faraona. Inne artefakty zgromadzone w muzeum to: m.in. reliefy, sarkofagi, papirusy, obiekty sztuki funeralnej, przedmioty znalezione w grobowcach, rzeźby (m.in. wykonana z czarnego granitu rzeźba królowej Nefertiti), posągi (m.in. granitowy posąg królowej Hatszepsut oraz kolosalny posąg Amenhotepa IV) i biżuteria. W muzeum znajduje się ponadto kolekcja portretów fajumskich z okresu hellenistycznego i rzymskiego.
W muzeum znajduje się galeria wielkich egiptologów. W dniu 21 października 2007 roku miała miejsce uroczystość odsłonięcia popiersia profesora Kazimierza Michałowskiego.

### Wystawa Seventy Years of Polish Archaeology in Egypt
W dniach od 21 października 2007 roku  do 31 stycznia 2008 roku w Muzeum Egipskim w Kairze otwarta była wystawa czasowa, prezentująca najcenniejsze zabytki pozyskane podczas prac prowadzonych przez polskie misje wykopaliskowe z terenu całego Egiptu: Edfu, Sakkary, Deir el-Bahari, Tell Atrib, Aleksandrii, Sheich abd el-Gurna i Naqlun. Dla zwiedzających wystawiono m.in. rekonstrukcje dwóch późnopredynastycznych figur pokrytych złotą blachą oraz unikatowe, miniaturowe figurki wykonane z kła hipopotama datowane na okres wczesnodynastyczny ze stanowiska Tell el-Farcha w Delcie Nilu. Przy okazji wernisażu wystawy odsłonięto popiersie prof. Kazimierza Michałowskiego w panteonie wielkich egiptologów w muzealnych ogrodach.

### Dewastacja i kradzież eksponatów w 2011 roku
28 stycznia 2011 podczas zamieszek złodzieje kilkakrotnie włamali się do muzeum, niszcząc i rabując starożytne artefakty. Jeszcze w 2011 roku udało się odzyskać, m.in. pozłacaną drewnianą figurkę faraona Tutanchamona, wachlarz i królewską trąbkę z kolekcji Tutanchamona oraz dziesięć figurek uszebti pary dworzan, Jujego i jego żony Czuju.